# Ranunculus carinthiacus
Ranunculus carinthiacus är en ranunkelväxtart som beskrevs av David Heinrich Hoppe. Ranunculus carinthiacus ingår i släktet ranunkler, och familjen ranunkelväxter. Inga underarter finns listade i Catalogue of Life.

## Bildgalleri

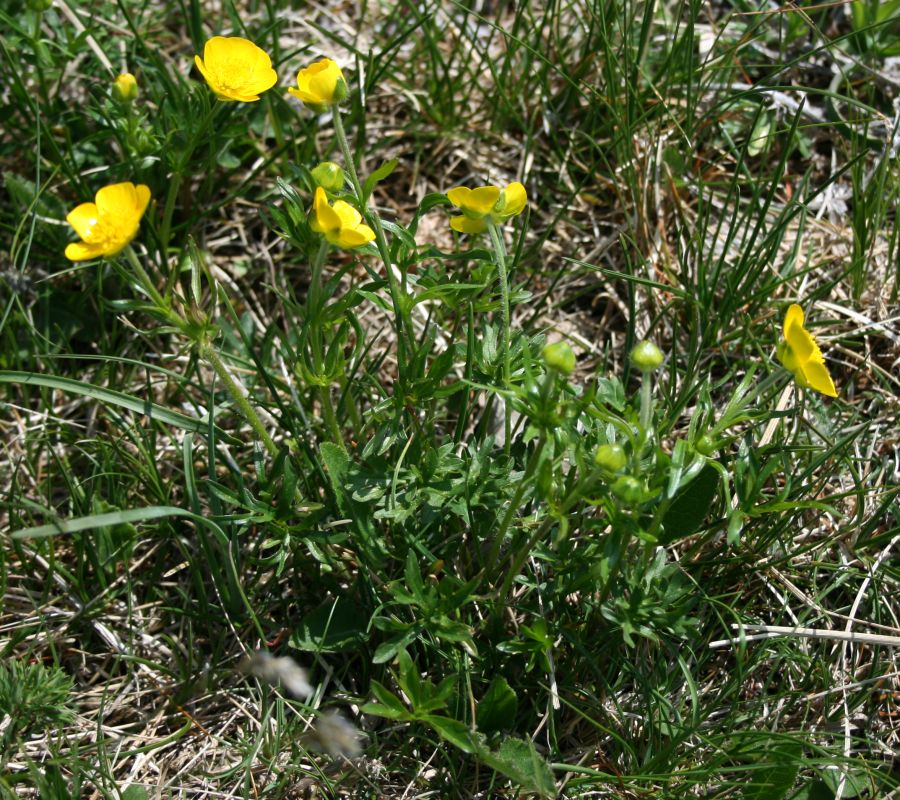
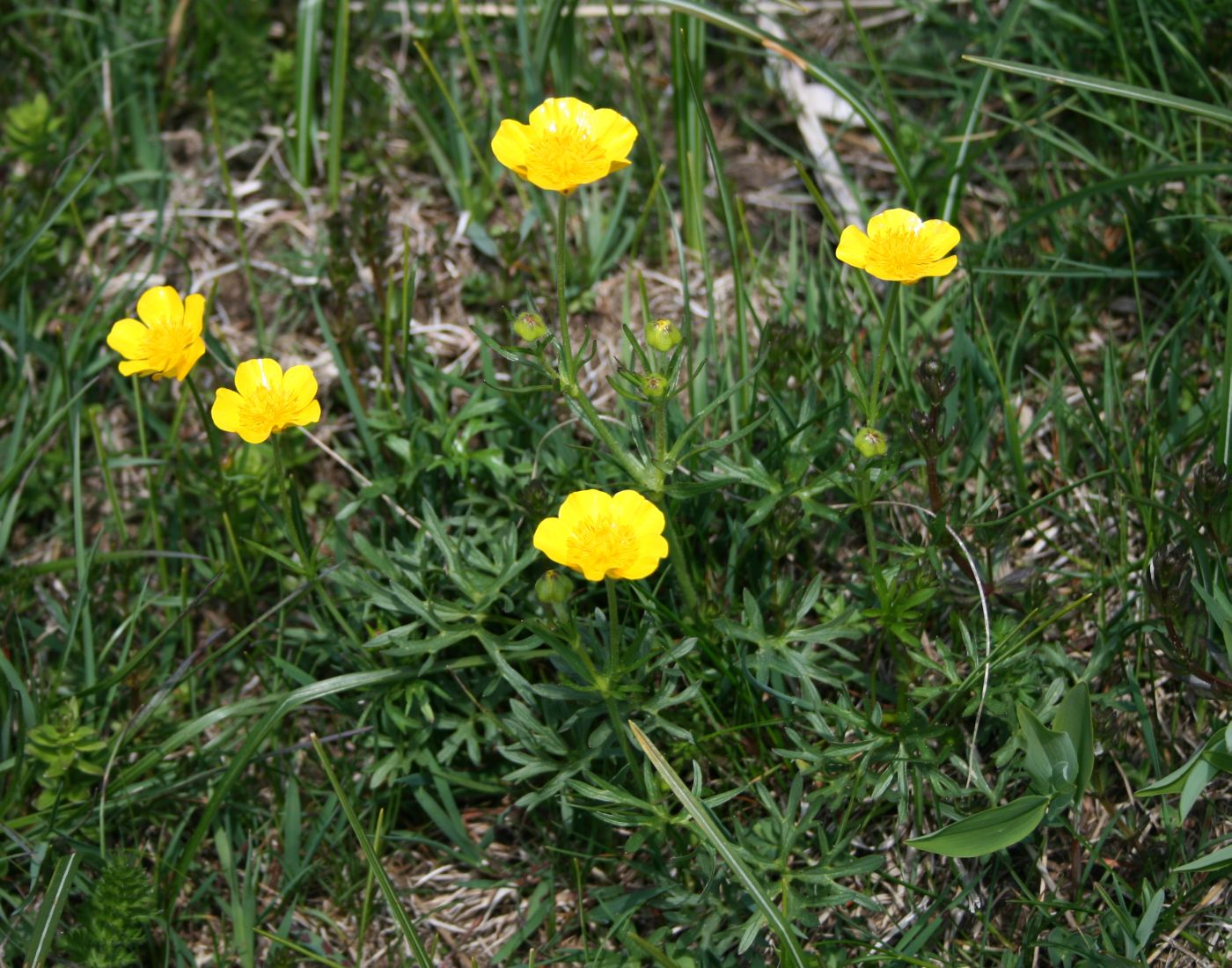
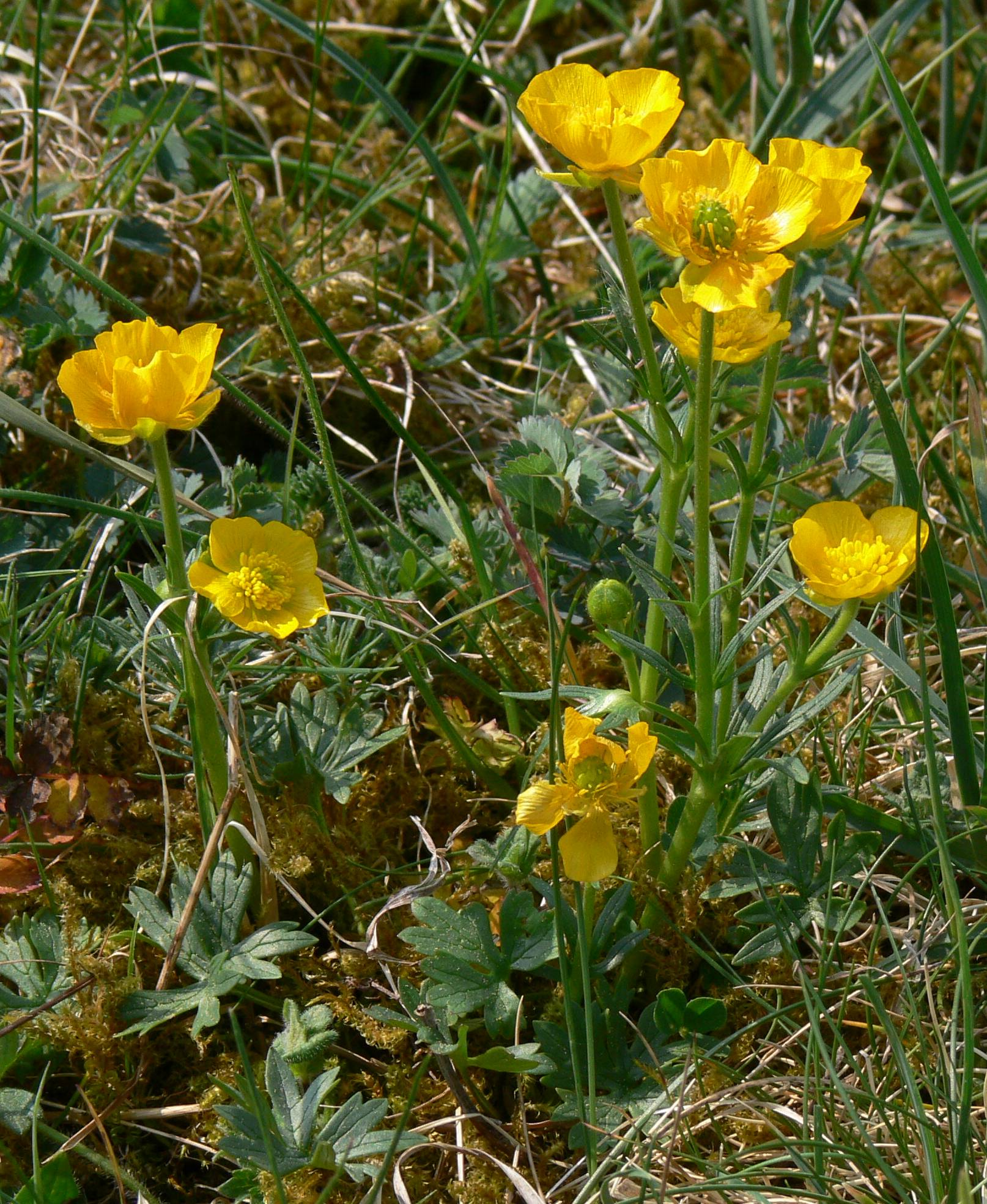
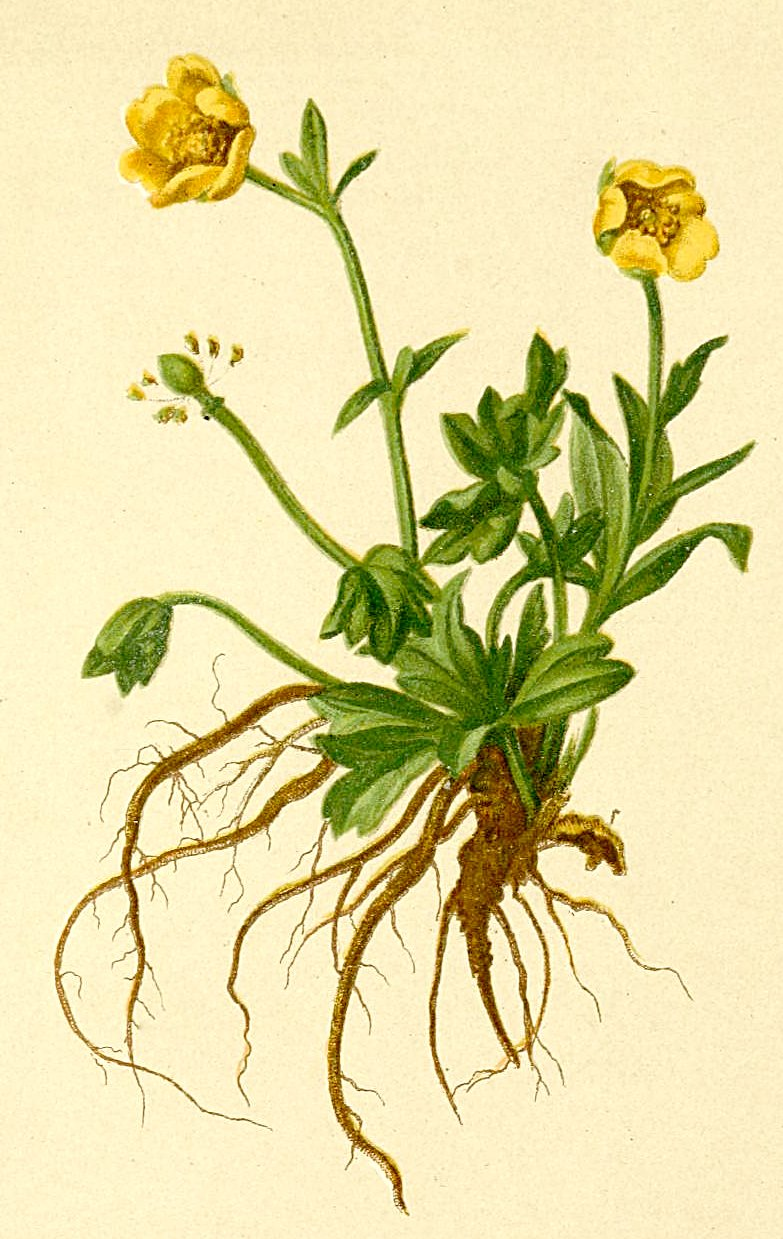